# Adobo
Adobo ou Adobar é a imersão de alimentos crus em um caldo (ou molho) preparado com diferentes tipos de páprica, orégano, sal, alho, molho de soja e vinagre para preservar e melhorar seu sabor. 
A prática é nativa da Ibéria, nomeadamente culinárias espanhola e portuguesa. A variante portuguesa é conhecida como Carne de vinha d'alhos. Foi amplamente adotada na Culinária da América Latina e outras colônias espanholas e portuguesas, incluindo  Açores e Ilha da Madeira. Nas Filipinas, o nome adobo foi dado pelos colonos espanhóis a um método de culinária nativa que também usa vinagre, que, embora superficialmente semelhante, se desenvolveu independentemente da influência espanhola.